# Flughafen Barth

i7
i11
i13
Der Flughafen Barth (IATA-Code: BBH, ICAO-Code: EDBH) ist ein Verkehrsflughafen im Landkreis Vorpommern-Rügen und liegt auf den Gemarkungen von Barth und Divitz-Spoldershagen. Er ist für Luftfahrzeuge bis 5,7 t (höhere MTOM per PPR) und sowohl für Sichtflug (VFR) als auch nach Instrumentenflugregeln (IFR) zugelassen. Seit Februar 2017 ist der IFR Betrieb per NOTAM eingeschränkt (nur während des Tages).
Die Betreibergesellschaft Ostseeflughafen Stralsund-Barth GmbH, in der, ausweislich der Gesellschafterliste vom 27. Dezember 2017 im Handelsregister, der Landkreis Vorpommern-Rügen (37,5 %), die Stadt Barth (25 %) und die Stadt Stralsund (37,5 %) vertreten sind, verwendet den Namen Ostseeflughafen Stralsund-Barth für den Flugplatz.

## Verkehrsanbindung
Der Flugplatz ist mit dem Linienbus von Barth und Stralsund aus zu erreichen.
Mit dem Kraftfahrzeug erreicht man den Flugplatz über die Bundesstraße 105 und dann über die Landesstraße 23 Richtung Barth.

## Geschichte

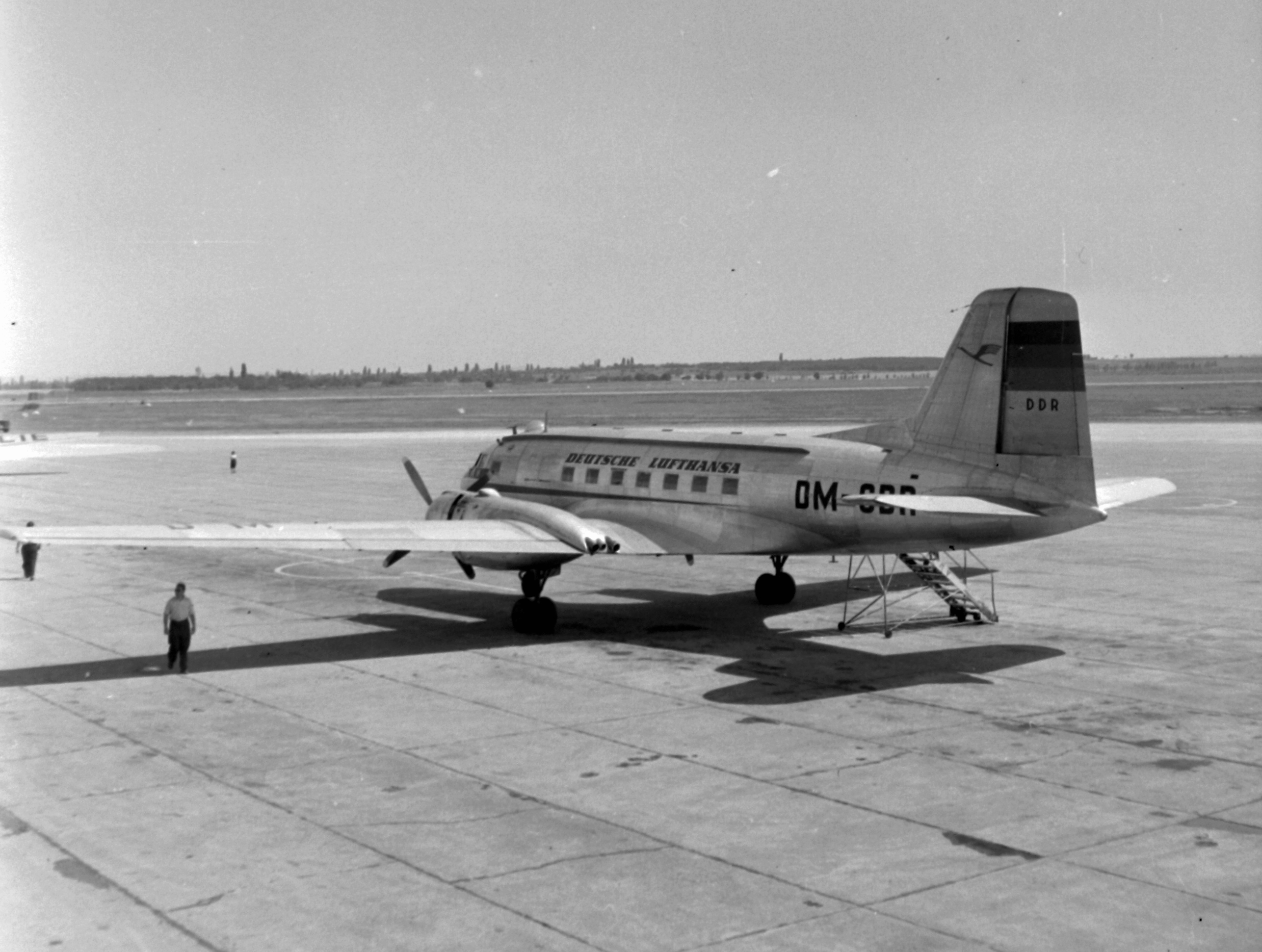
Il-14 der Deutschen Lufthansa (DDR) in Barth (1962)

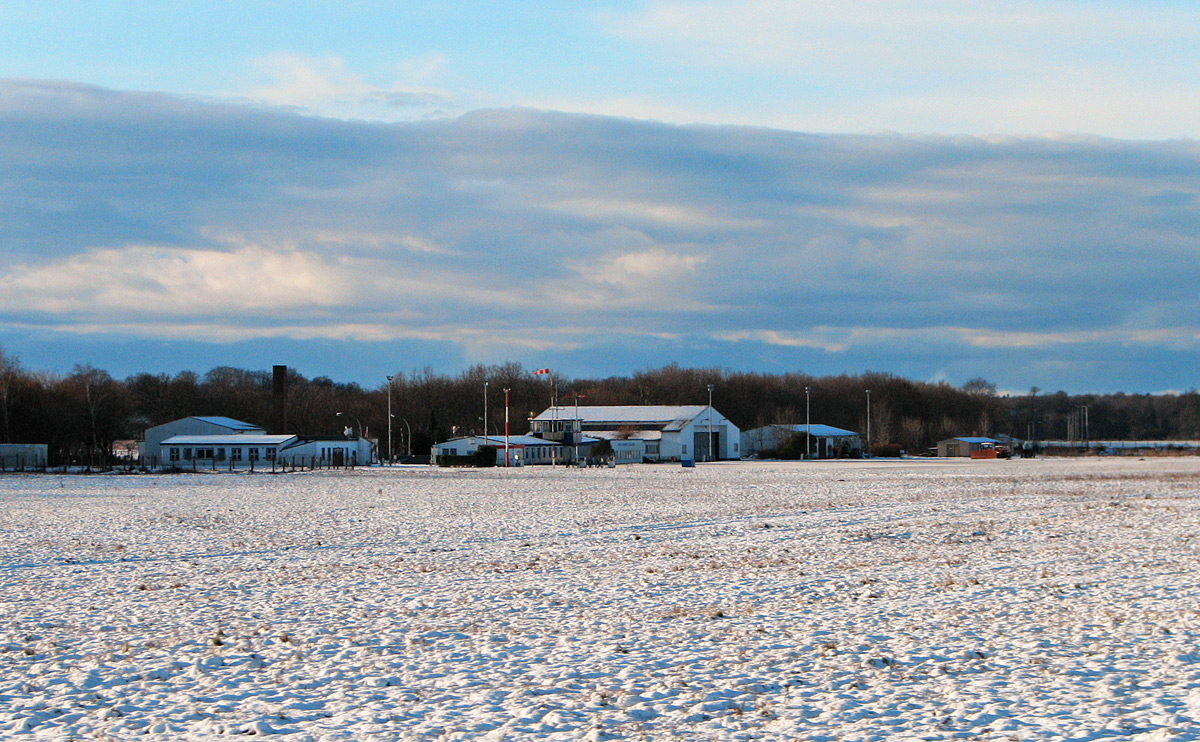
Das alte Terminal-Gebäude, 2005

Der Bau des Platzes als Einsatzhorst der Luftwaffe begann 1935, unter anderem wurden sieben Flugzeughallen errichtet, in den 1940er Jahren kam eine befestigte Start- und Landebahn hinzu. Die erste Belegung erfolgte im Juli 1936 durch die III./KG 152, 1937 kamen Teile des Lehrgeschwaders 1 hinzu. Während des Zweiten Weltkriegs wurden im Herbst/Winter 1939/1940 hier die II. und III. Gruppe des Kampfgeschwaders 30 aufgestellt. Ab 1942 nutzte die Heinkel A.G. einige der vorhandenen Hallen als Ausweichstandort zum Ersatz für das in Rostock bei Bombenangriffen beschädigte Werk. Ab 1943 wurden für die Flugzeugproduktion unter anderen auch Zwangsarbeiter eingesetzt. Gebaut wurde unter anderem der „Volksjäger“ He 162. 1944/1945 erfolgten mehrere alliierte Luftangriffe. Am 2. Mai 1945 wurde der Platz durch Einheiten der Roten Armee besetzt und im Laufe des Jahres durch sowjetische Jagdfliegereinheiten genutzt (u. a. 309. Jagdfliegerdivision). Kurz nach Kriegsende wurden während einer mehrtägigen Aktion (Operation „Revival“) vom 12. bis 14. Mai 1945 fast 8500 in deutsche Kriegsgefangenschaft geratene westalliierte Luftwaffenangehörige des nördlich gelegenen Lagers Stalag Luft 1 durch umgerüstete Bomber der Eighth Air Force von Barth aus in ihre Heimatländer geflogen. 1947 begann die Demontage der Werksmaschinen und der Infrastruktur und deren Transport in die Sowjetunion; Produktionsgebäude und Hallen wurden gesprengt. In den folgenden Jahren wurde das Gelände als Übungsschießplatz genutzt.
Ab dem 15. Juni 1957 begann erneut die fliegerische Nutzung des Areals – durch die Deutsche Lufthansa (DDR), später durch die Interflug der DDR. Dazu wurde die beschädigte Startbahn instand gesetzt und einige Bauten, darunter ein Tower, eine kleine Werfthalle und eine Abfertigungsbaracke errichtet. Bis 1975 diente Barth als Inlandsflughafen und wurde durch zweimotorige Maschinen vom Typ Il-14 und An-24 angeflogen. Ab 1961 teilte sich die zivilen Fluggesellschaften den Platz mit der NVA, die hier die Fallschirmsprungausbildung des Fallschirmjägerbataillons 5, des späteren Luftsturmregiment 40 durchführte. Weitere Einheiten waren das Kampfschwimmerkommando 18 und das Marinehubschraubergeschwader 18, das Barth als Ausweichflugplatz nutzte.
Am 1. Oktober 1975 wurde aufgrund eines Ministerratsbeschlusses die Passagierluftfahrt (Flugverkehr) eingestellt und der Flugplatz von der Interflug nur noch als Agrarflugplatz genutzt. Ein nicht zu unterschätzender Grund war auch die Ausmusterung der An-24 der Interflug. Für diese Flugzeugmuster war kein entsprechender Ersatz vorhanden. Die höchsten Abfertigungszahlen erreichte der Flugplatz 1971: es wurden 2.984 Flugzeuge mit 79.315 Passagieren abgefertigt, dazu kamen 84,8 Tonnen Frachtgut.
Am 27. September 1990 erhielt der Flugplatz seine Wiederzulassung als Flughafen. Am 1. Juli 1991 wurde die Betreibergesellschaft Ostseeflughafen Stralsund-Barth GmbH gegründet. Im Jahr 1994 bekam der Flugplatz eine Anflugbefeuerung und seit 1995 ist in Landerichtung 27 ein Nichtpräzisionsanflugverfahren RNAV (GPS) verfügbar.

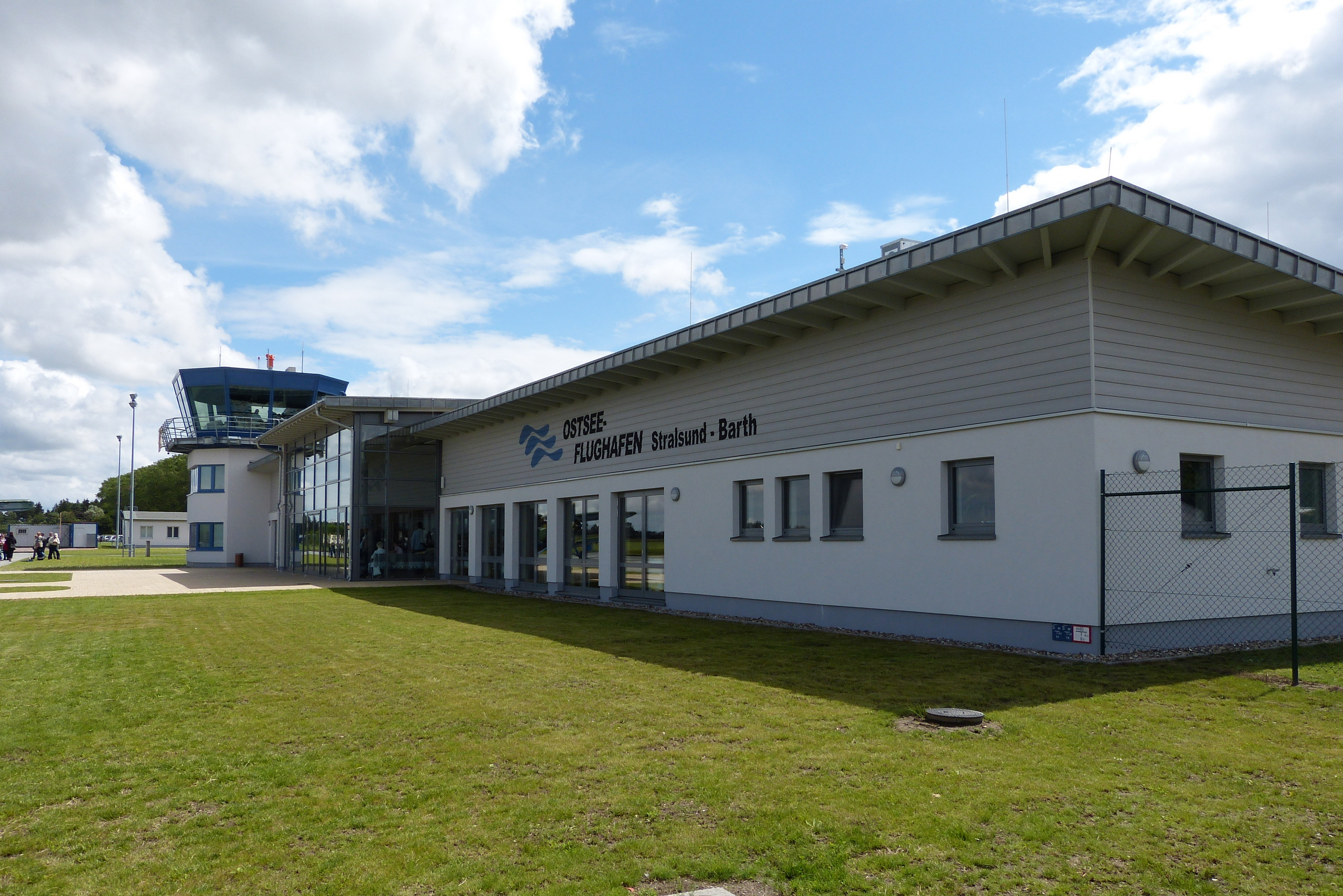
Tower und neues Abfertigungsgebäude

Bis 2011 wurde am Flughafen ein neues Abfertigungsgebäude mit Tower errichtet. Die Bauten aus den 50er Jahren waren bereits im Sommer 2010 teilweise abgerissen worden. Für das Vorhaben gewährte das Land Mecklenburg-Vorpommern einen Investitionszuschuss von 2,7 Millionen Euro. Das modernisierte Terminal wurde am 25. Mai 2012 eröffnet.

## Solarpark
Nördlich der Start- und Landebahn stellt der Flughafen Flächen für Photovoltaik zur Verfügung. Seit 2012 baut BayWa r.e. renewable energy dort Photovoltaik-Freiflächenanlagen. Ende 2019 wurden die Solarparks Barth III bis VI an einen Encavis-Fonds verkauft. Zuständiger Netzbetreiber ist E.DIS.
- Solarpark Barth I – 31,5 MWp, 2012
- Solarpark Barth II – 8,2 MWp, 2013
- Solarpark Barth III – 9,9 MWp, 2017
- Solarpark Barth IV – 9,2 MWp, 2019
- Solarpark Barth V – 8,8 MWp, 2019, erster Solarpark ohne EEG-Förderung in Deutschland
- Solarpark Barth VI – 750 kWp, 2019